# Tony Iommi
Frank Anthony "Tony" Iommi (født 19. februar 1948) er en anerkendt venstrehåndet guitarist fra Birmingham, England, bedst kendt som medlem af heavy metal gruppen Black Sabbath.

## Spillestil
Iommis spillestil kombinerer blues-guitar soloer, mol-skalaer, brug af høj grad af distortion (ret ualmindeligt da Black Sabbath startede karrieren) og en gennemgående mørk og dyster sound. Han behersker nogle usædvanligt hurtige løb i sine soli, angiveligt fordi han ikke kan føle smerte i fingrene.
Han startede med at spille på en Fender Stratocaster, men efter at have prøvet denne og en Gibson Les Paul, fandt han sig til rette med en signature model SG-guitar, med en tynd, 24-bånds hals. Siden indspilningen af Paranoid har SG'en været hans foretrukne guitar.

## Tidlig karriere
Iommi begyndte at spille guitar som teenager, da han var stor fan af grupper som The Shadows og Hank Marvin. Han mistede spidserne af lange- og ringfingrene på sin højre hånd i en arbejdsulykke, og da han er venstrehåndet, er det denne hånd, han bruger på gribebrætttet af sin guitar. Dette gjorde det for smertefuldt at spille guitar, indtil han fandt på at bruge mandolinstrenge på guitaren, stemme guitaren til C# snarere end E (hvilket gjorde Black Sabbath til den første gruppe til at down-tune, i dag meget almindeligt i heavy metal), og bruge små fingerbøl af læder eller plastik på de afskårne fingre.
I 1967 grundlagde Iommi gruppen Polka-Tulk sammen med de gamle klassekammerater Geezer Butler, Bill Ward og Ozzy Osbourne. Gruppen skiftede hurtigt navn til Earth, men måtte endnu engang skifte navn, da der allerede eksisterede en gruppe i området med navnet Earth. Butler foreslog navnet Black Sabbath efter Boris Karloff-filmen fra 1963, og dette blev vedtaget med det samme.

## Black Sabbath
Bandets debutalbummet Black Sabbath blev udgivet fredag den 13. februar 1970. Albummet nåede nummer 8 på den britiske albumhitliste, og ved dets udgivelse i maj 1970 i USA gennem Warner Bros. Records nåede albummet nummer 23 på Billboard 200, hvor den blev i over et år. Det anses stadig for en milepæl i rockmusiken, ligesom efterfølgeren Paranoid, der udkom i Storbritannien i oktober 1970. 
Det var imidlertid en udfordring at følge op på den hurtige kommercielle succes, og i løbet af 1970'erne blev det stadigt vanskeligere at holde sammen på besætningen.  I perioden 1979 til 1982 var Iommi, bl.a som følge af bandets misbrug af spiritus og stoffer ofte uenig med de øvrige medlemmer af Black Sabbath om den musikalske linje. Dette førte til mange udskiftninger i besætningen, bl.a. blev sangerne Ozzy Osbourne og senere Ronnie James Dio fyret af Iommi.
Om fyringen af Osbourne forkalrede Iommi: "På dette tidspunkt måtte samarbejdet med Ozzy komme til en ende. Vi tog alle en masse stoffer, en masse coke, en masse af alt ting og på dette tidspunkt blev Ozzy meget fuld hele tiden. Når vi skulle øve skete intet. Det blev noget i stil med: Øve i dag? Vi gør det i morgen. Det blev virkelig så slemt, at vi intet gjorde. Det svandt bare ud."  Iommi valgte trommeslager Bill Ward, som var nære venner med Osbourne, om at overlevere ham nyheden. "Jeg håbede jeg var professionel, som jeg muligvis nok ikke var. Når jeg er fuld er jeg forfærdelig, jeg er modbydelig", forklarede Ward. "Alkohol var klart en af de mest skadelige ting for Black Sabbath. Vi var bestemt til at ødelægge hinanden. Bandet var giftigt, virkelig giftigt."
Fyringen af Dio var ligeledes kontroversiel. Under indspilningen af Live Evil opstod der en konflikt mellem Iommi / Geezer Butler og Dio. Iommi og Butler anklagede Dio for at snige sig ind i studiet om natten, for at hæve lyden på sine vokalindspilninger. Yderligere var Dio heller ikke tilfreds med billedet af ham til omslaget. "Ronnie ville have mere at sige", forklarede Iommi. "Og Geezer ville blive nedtrykt på grund af ham, og det var der problemerne begyndte. Live Evil episoden var hvor det hele faldt fra hinanden. Ronnie ville gøre flere ting på sin måde, og lydteknikeren vi brugte på dette tidspunkt, vidste ikke, hvad han skulle gøre, fordi Ronnie fortalte ham en ting, og vi fortalte ham en anden. Ved dagens ende sagde vi bare: Det var det, bandet er slut." Dio udtalte sig senere om episoden: "Når det kommer til vokalen er der ingen som skal fortælle mig, hvad jeg skal gøre. Ingen! Fordi de er ikke lige så gode som mig, så jeg gør hvad der passer mig. Jeg nægter at lytte til Live Evil, fordi der er for mange problemer. Hvis du kigger på albummets omslagsnoter, er bemærkning til vokal og trommer, sat til siden. Åben albummet og se hvor mange billeder der er af Tony, og hvor mange der er af mig og Vinny."
Konflikten med sangerne i Black Sabbath havde fastslået, at Iommi var lederen af bandet. I løbet af 1980'erne omdannede han ofte bandet, bl.a. med sangerne Ian Gillan, tidligere medlem af Deep Purple), Glenn Hughes, Tony Martin og Ray Gillen. I 1984  indspillede Iommi Seventh Star, som blev lanceret som indspillet af "Black Sabbath featuring Tony Iommi." I de følgende ti år fortsatte han med skiftende besætninger og begav sig ud i forskellige musikalske eksperimenter, bl.a. på LP' en Tyr, der er baseret på nordisk mytologi. På dette konceptalbum viser Iommi stor virtuositet som instrumentialist, men udtrykker sig samtidig til et meget begrænset publikum. Black Sabbath havde efterhånden udviklet sig til et nostalgisk liveband, men solgte få albums.

## Solokarriere
I 2000 udkom hans første egentlige soloalbum, Iommi. I 2004 udkom det næste The 1996 DEP Sessions, som oprindeligt var indspillet i 1996. Det tredje udspil Fused, blev udgivet i juli 2005. Ingen af disse udgivelser blev nogen kommerciel succes.

## Ny succes
Mange havde nu dømt Iommi som en glemt mand i Heavy Metal-genren, men det oprindelige Black Sabbath blev gendannet, og fra 2004 turnerede Iommi af og til med Ozzy Osbourne som sanger sammen med de øvrige oprindelige medlemmer. Disse turnéer, baseret på de gamle numre fra 1970'erne har tiltrukket mange fans. Ligeledes har 1980 – udgaven af Black Sabbath (med Dio som vokal) optrådt under navnet Heaven & Hell i perioden 2006 til 2009, så Iommi opnåede en forsoning med Dio, længe inden denne afgik ved døden i maj 2010.

## Privatliv
Iommi har tidligere været i behandling for lymfeknudekræft.